# زلیها آگریس
زلیها آگریس (زاده ۲۰ آوریل ۱۹۹۸) تکواندوکار اهل ترکیه و قهرمان جهان است.  وی در مسابقات قهرمانی تکواندو اروپا ۲۰۱۶ یک مدال برنز و در مسابقات قهرمانی تکواندو جهان ۲۰۱۷ یک مدال طلا در کلاس سبک‌وزن، کسب کرده است. 